# Kering
Kering (anteriormente PPR) é uma holding francesa com sede em Paris, especializado em artigos de luxo. Fundada por François Pinault em 1963. Originalmente chamado Pinault-Printemps-Redoute, adotou a atual denominação em 18 de maio de 2005.
Trata-se de uma das empresas mais importantes do varejo de luxo do mundo, figurando em segundo lugar no ranking Poderosos do Varejo de Luxo 2022, da Deloitte. O ranking reúne as 100 das maiores empresas do mundo nesse segmento.

## Marcas do grupo
- Gucci
  - Brioni
  - Sergio Rossi
  - Bottega Veneta
  - Boucheron
  - Yves Saint Laurent
  - Bédat & Co
  - Alexander McQueen
  - Stella McCartney
  - Balenciaga
- Magasins du Printemps
- Redcats
- RedcatsUSA
- FNAC
- Conforama
- CFAO

## Competidores
- LVMH
- Richemont